# عزلة بني عمر (ريمة)

تعديل مصدري - تعديل

بني جرم في عزلة بني عمر هي إحدى عزل مديرية بلاد الطعام في محافظة ريمة اليمنية ويبلغ تعداد سكانها 866 نسمة حسب التعداد السكاني في اليمن لعام 2004.